# Samos (Provinz)
Die Provinz Samos war eine der beiden Provinzen (επαρχίες – eparchíes) der griechischen Präfektur Samos und besteht im Wesentlichen aus der Insel Samos. Durch die umfangreiche griechische Verwaltungsreform 1997 wurden die Provinzen als Ebenen der Verwaltung abgeschafft.